# Saulxures-lès-Nancy
Pour les articles homonymes, voir Saulxures et Nancy (homonymie).
Saulxures-lès-Nancy [solsyʁ lɛ nɑ̃si] est une commune française située dans le département de Meurthe-et-Moselle, en région Grand Est.
Ses habitants sont appelés les Saulxurois.

## Géographie

### Localisation
Saulxures-lès-Nancy se situe entre Pulnoy et Tomblaine. La ville est distante de 6 kilomètres de Nancy-Centre.

### Transports en commun
Saulxures-lès-Nancy est reliée au Grand Nancy grâce aux lignes du réseau de transport de l'agglomération nancéienne appelé Réseau Stan :
- Ligne 11 : Saulxures Lorraine / Tomblaine Maria Deraismes - Vandœuvre Roberval / Nancy Artem
- Ligne 15 : Essey Porte Verte - Nancy Place Carnot via Saulxures
- Ligne 22 : Essey Porte Verte - St. Max G. Barrois via Saulxures
- Ligne 59 (scolaire) : Saulxures Centre - Tomblaine Groupe Scolaire

### Hydrographie
La commune est dans le bassin versant du Rhin au sein du bassin Rhin-Meuse. Elle est drainée par le ruisseau du Vieux Moulin,.

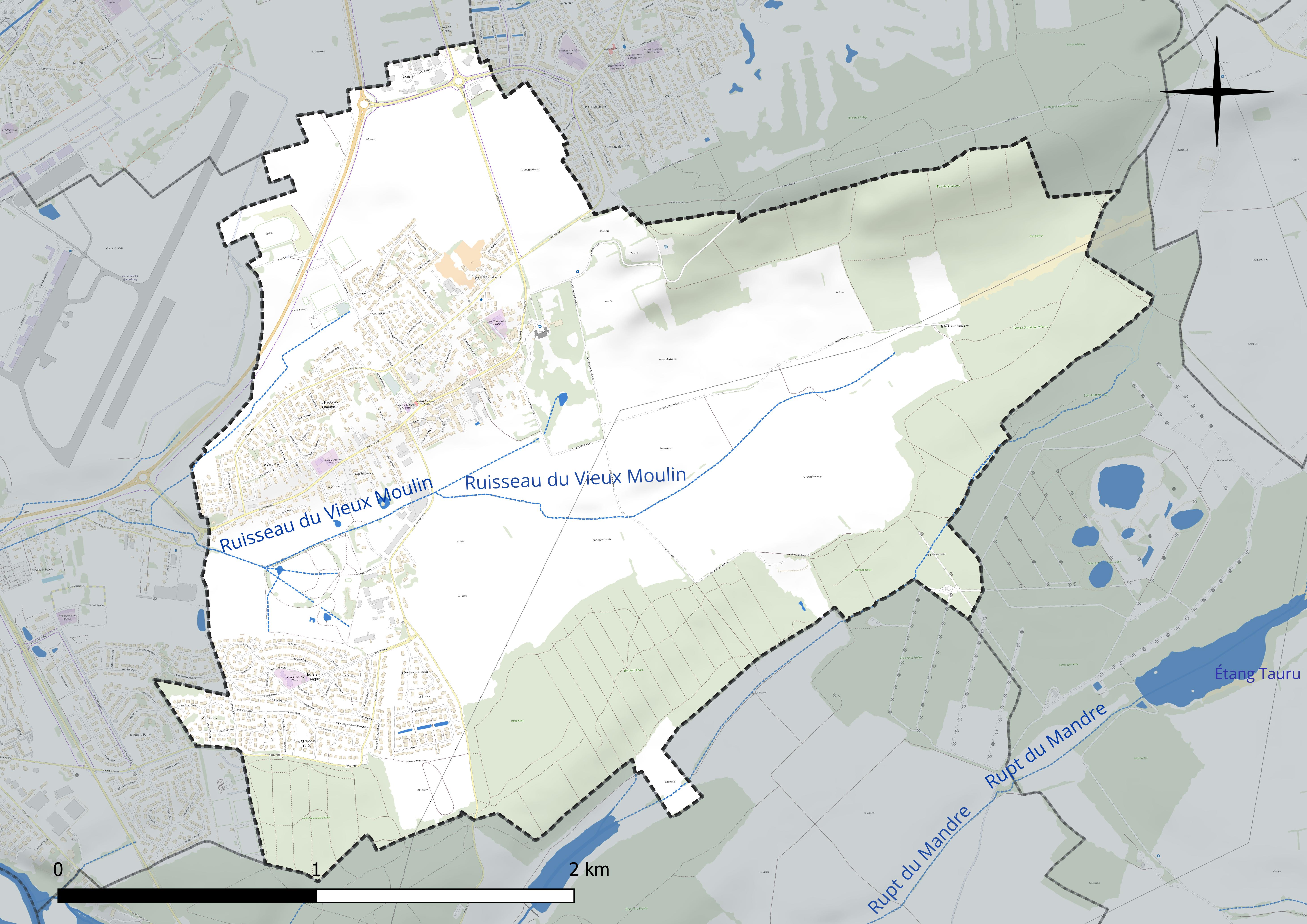
Réseau hydrographique de Saulxures-lès-Nancy.

### Climat
Pour des articles plus généraux, voir Climat du Grand Est et Climat de Meurthe-et-Moselle.
En 2010, le climat de la commune est de type climat océanique dégradé des plaines du Centre et du Nord, selon une étude du Centre national de la recherche scientifique s'appuyant sur une série de données couvrant la période 1971-2000. En 2020, Météo-France publie une typologie des climats de la France métropolitaine dans laquelle la commune est exposée à un climat semi-continental et est dans la région climatique  Lorraine, plateau de Langres, Morvan, caractérisée par un hiver rude (1,5 °C), des vents modérés et des brouillards fréquents en automne et hiver. 
Pour la période 1971-2000, la température annuelle moyenne est de 9,8 °C, avec une amplitude thermique annuelle de 16,9 °C. Le cumul annuel moyen de précipitations est de 777 mm, avec 11,9 jours de précipitations en janvier et 9,3 jours en juillet. Pour la période 1991-2020, la température moyenne annuelle observée sur la station météorologique de Météo-France la plus proche, « Nancy-Essey », sur la commune de Tomblaine à 2 km à vol d'oiseau, est de 11,0 °C et le cumul annuel moyen de précipitations est de 746,3 mm. 
La température maximale relevée sur cette station est de 40,1 °C, atteinte le 24 juillet 2019 ; la température minimale est de −24,8 °C, atteinte le 21 février 1956,,. 
| Mois                                  | jan.             | fév.             | mars             | avril           | mai             | juin           | jui.          | août           | sep.            | oct.            | nov.             | déc.             | année      |
| ------------------------------------- | ---------------- | ---------------- | ---------------- | --------------- | --------------- | -------------- | ------------- | -------------- | --------------- | --------------- | ---------------- | ---------------- | ---------- |
| Température minimale moyenne (°C)     | −0,2             | 0                | 2,1              | 4,5             | 8,7             | 12,2           | 14,2          | 13,9           | 10,2            | 7,1             | 3,4              | 1                | 6,4        |
| Température moyenne (°C)              | 2,6              | 3,5              | 6,9              | 10,2            | 14,2            | 17,9           | 20            | 19,6           | 15,6            | 11,3            | 6,4              | 3,5              | 11         |
| Température maximale moyenne (°C)     | 5,4              | 7,1              | 11,6             | 15,8            | 19,8            | 23,5           | 25,8          | 25,4           | 20,9            | 15,5            | 9,4              | 6                | 15,5       |
| Record de froid (°C) date du record   | −21,6 13.01.1968 | −24,8 21.02.1956 | −15,9 04.03.1965 | −6,8 02.04.1958 | −4,2 03.05.1960 | 1,6 05.06.1953 | 2 01.07.1962  | 2,8 26.08.1966 | −1,3 24.09.1948 | −7,9 27.10.1950 | −12,7 23.11.1998 | −21,3 30.12.1939 | −24,8 1956 |
| Record de chaleur (°C) date du record | 16,8 05.01.1999  | 20,8 27.02.19    | 26 31.03.21      | 29,3 18.04.1949 | 33 28.05.17     | 37,2 26.06.19  | 40,1 24.07.19 | 39,3 08.08.03  | 34,4 15.09.20   | 27,6 13.10.23   | 22,7 02.11.20    | 18,5 16.12.1989  | 40,1 2019  |
| Ensoleillement (h)                    | 524              | 801              | 1 396            | 1 812           | 2 056           | 2 235          | 2 348         | 2 194          | 1 719           | 1 046           | 521              | 432              | 17 083     |
| Précipitations (mm)                   | 64,4             | 54,8             | 54,1             | 44,3            | 67,9            | 56             | 63            | 67,2           | 61,1            | 66,5            | 68,9             | 78,1             | 746,3      |

| Diagramme climatique                                  |          |             |             |             |            |            |              |              |             |            |        |
| J                                                     | F        | M           | A           | M           | J          | J          | A            | S            | O           | N          | D      |
| 5,4−0,264,4                                           | 7,1054,8 | 11,62,154,1 | 15,84,544,3 | 19,88,767,9 | 23,512,256 | 25,814,263 | 25,413,967,2 | 20,910,261,1 | 15,57,166,5 | 9,43,468,9 | 6178,1 |
| Moyennes : • Temp. maxi et mini °C • Précipitation mm |          |             |             |             |            |            |              |              |             |            |        |

Les paramètres climatiques de la commune ont été estimés pour le milieu du siècle (2041-2070) selon différents scénarios d'émission de gaz à effet de serre à partir des nouvelles projections climatiques de référence DRIAS-2020. Ils sont consultables sur un site dédié publié par Météo-France en novembre 2022.

## Urbanisme

### Typologie
Au 1er janvier 2024, Saulxures-lès-Nancy est catégorisée grand centre urbain, selon la nouvelle grille communale de densité à sept niveaux définie par l'Insee en 2022.
Elle appartient à l'unité urbaine de Nancy, une agglomération intra-départementale regroupant 28  communes, dont elle est une commune de la banlieue,,. Par ailleurs la commune fait partie de l'aire d'attraction de Nancy, dont elle est une commune du pôle principal,. Cette aire, qui regroupe 353 communes, est catégorisée dans les aires de 200 000 à moins de 700 000 habitants,.

### Occupation des sols
L'occupation des sols de la commune, telle qu'elle ressort de la base de données européenne d’occupation biophysique des sols Corine Land Cover (CLC), est marquée par l'importance des territoires agricoles (43,8 % en 2018), en diminution par rapport à 1990 (51,8 %). La répartition détaillée en 2018 est la suivante : 
forêts (29,8 %), prairies (22,6 %), zones urbanisées (21,7 %), terres arables (21,3 %), espaces verts artificialisés, non agricoles (3,6 %), zones industrielles ou commerciales et réseaux de communication (0,9 %), milieux à végétation arbustive et/ou herbacée (0,1 %). L'évolution de l’occupation des sols de la commune et de ses infrastructures peut être observée sur les différentes représentations cartographiques du territoire : la carte de Cassini (XVIIIe siècle), la carte d'état-major (1820-1866) et les cartes ou photos aériennes de l'IGN pour la période actuelle (1950 à aujourd'hui).

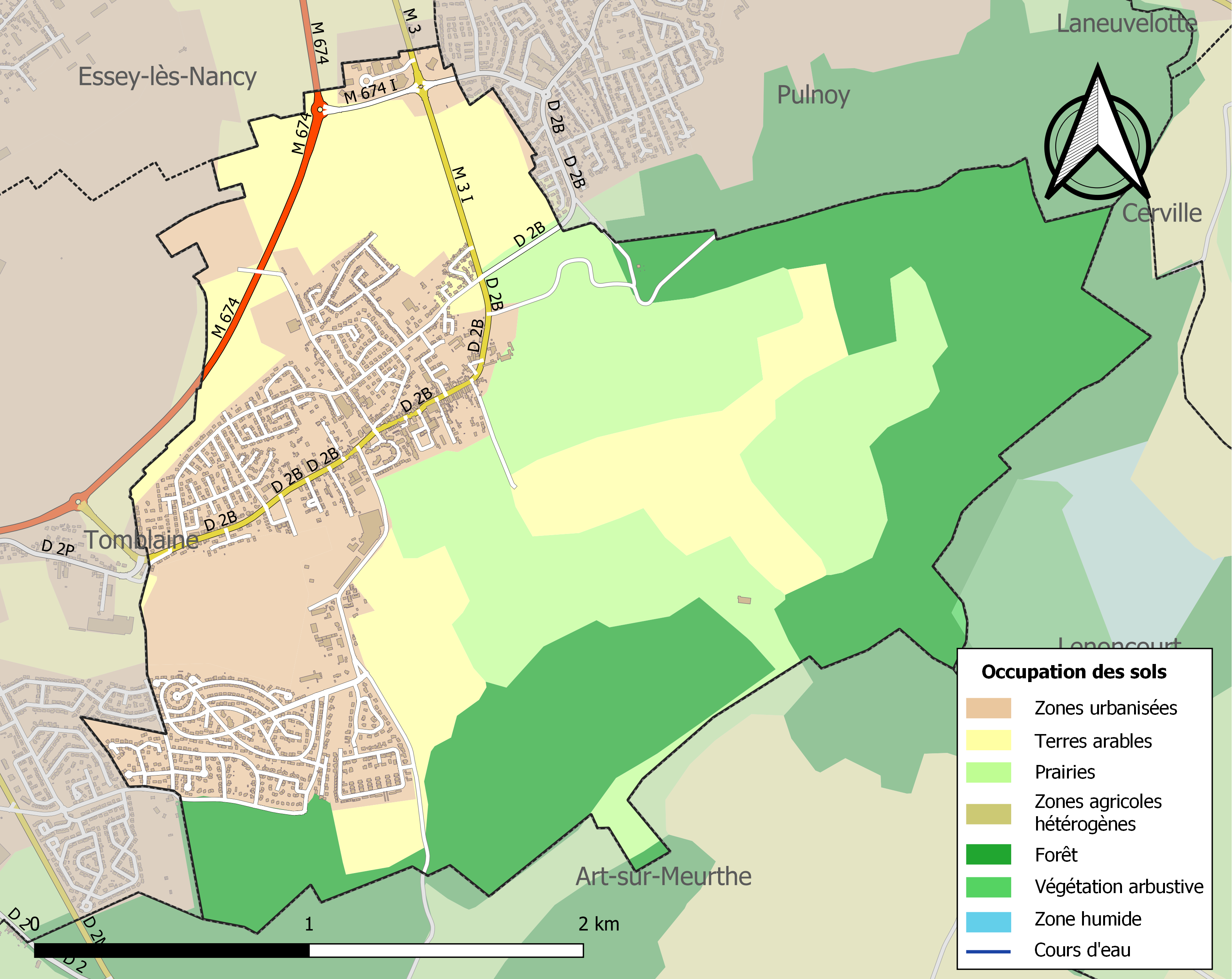
Carte des infrastructures et de l'occupation des sols de la commune en 2018 (CLC).

## Toponymie
Le nom de la localité est attesté sous les formes Ecclesia de Sasuris (1120) ; Salsuræ (1152) ; Theodoricus de Saussuriis (1176) ; Sasures (1193) ; Saussures, Saussure (1402) ; Saxuriæ, Sauxuriæ ante Nanceyum (1402) ; Salsure (1506) ; Salsures (1522) ; Soubzure (1524) ; Saulsures (1526) ; Saulzures (1577).

Issu de salsus ou de salsa, dérivé de sel. Le vieux haut germanique employait sulza pour désigner l'eau salée. Les sources et les mines de sel gemme ont donné les toponymes Saulxures, pluriel du latin salsura « salage, saumure » qui avait dû prendre le sens de « source salée, mine de sel gemme ».

La Lorraine est une région riche en sel, Saulxures-lès-Nancy rappelle les mines proches de sel gemme.
La préposition « lès » permet de signifier la proximité d'un lieu géographique par rapport à un autre lieu. En règle générale, il s'agit d'une localité qui tient à se situer par rapport à une ville voisine plus grande. La commune française de Saulxures indique qu'elle se situe près de Nancy.

## Histoire
Présence gallo-romaine.
Village de l'ancien duché de Lorraine ; qui a dépendu du fief, de la prévôté et du bailliage de Nancy.
La localité de Saulxures est ancienne : car il y figure un seigneur de ce nom (Théodoricus de Saussuriis), dans la confirmation des biens de l'abbaye de Beaupré par le duc Simon, en 1176,.
En 1710, il y avait un fief et une maison seigneuriale qui fut habitée par la famille de Rutant.

## Politique et administration

### Liste des maires
| Période                                  | Période                    | Identité                                              | Étiquette    | Qualité |
| ---------------------------------------- | -------------------------- | ----------------------------------------------------- | ------------ | --- |
| Les données manquantes sont à compléter. |                            |                                                       |              | |
| 1870                                     | 1891                       | Hubert Drappier                                       |              | |
| 1891                                     | 1896                       | Marquis de Saint-Belin-Mâlain                         |              | |
| 1896                                     | 1906 (décès)               | Ferdinand Vigneron                                    |              | |
| octobre 1906                             | janvier 1907               | Arthur Vogin                                          |              | |
| janvier 1907                             | janvier 1908               | Charles Moissette                                     |              | |
| janvier 1908                             | juin 1908 (décès)          | Achille Jeanpierre                                    |              | Président de la délégation spéciale                                                                                                |
| juin 1908                                | février 1912               | Prosper Thiebaut (1855-1934)                          |              | |
| février 1912                             | 1913 (décès)               | Destel Conter (1846-1913)                             |              | |
| janvier 1914                             | décembre 1916 (démission)  | Prosper Thiebaut (1855-1934)                          |              | |
| Les données manquantes sont à compléter. |                            |                                                       |              | |
| décembre 1919                            | avril 1924 (démission)     | Fernand Belin                                         |              | |
| mai 1924                                 | septembre 1926 (démission) | Charles Jeanpierre                                    |              | |
| septembre 1926                           | mai 1935                   | Auguste Grandsire                                     |              | Cultivateur |
| mai 1935                                 | 1940                       | René Hauüy (1907-1977)                                |              | Agriculteur |
| 1940                                     | novembre 1944              | Auguste Hauüy (1877-1950) Père du précédent           |              | Agriculteur |
| novembre 1944                            | ?                          | Henri Gatchoux                                        |              | Président de la délégation provisoire                                                                                              |
| ?                                        | ?                          | André Geoffroy                                        |              | |
| 1951                                     | mars 1983                  | Robert Grandsire (1908-1991) Fils d'Auguste Grandsire |              | Agriculteur, maire honoraire Médaille de la Résistance (1946) Chevalier du Mérite agricole (1957) et des Palmes académiques (1970) |
| mars 1983                                | juin 1995                  | Paul Ravisé (1921-1997)                               | DVD          | |
| juin 1995                                | mars 2001                  | Pierre Mangel                                         | DVD          | Maire honoraire |
| mars 2001                                | mars 2008                  | Danielle Bonneville                                   | RPR puis UMP | |
| mars 2008                                | mai 2020                   | Michel Candat                                         | DVD          | Chargé de projet retraité Vice-président de la Métropole du Grand Nancy                                                            |
| mai 2020                                 | En cours                   | Bernard Girsch                                        | DVD          | Ancien cadre |

## Population et société

### Démographie
L'évolution du nombre d'habitants est connue à travers les recensements de la population effectués dans la commune depuis 1793. Pour les communes de moins de 10 000 habitants, une enquête de recensement portant sur toute la population est réalisée tous les cinq ans, les populations de référence des années intermédiaires étant quant à elles estimées par interpolation ou extrapolation. Pour la commune, le premier recensement exhaustif entrant dans le cadre du nouveau dispositif a été réalisé en 2004.

En 2022, la commune comptait 4 306 habitants, en évolution de +5,8 % par rapport à 2016 (Meurthe-et-Moselle : −0,13 %, France hors Mayotte : +2,11 %).
| 1793 | 1800 | 1806 | 1821 | 1831 | 1836 | 1841 | 1846 | 1851 |
| ---- | ---- | ---- | ---- | ---- | ---- | ---- | ---- | ---- |
| 275  | 272  | 317  | 334  | 296  | 425  | 425  | 420  | 395  |

| 1856 | 1861 | 1872 | 1876 | 1881 | 1886 | 1891 | 1896 | 1901 |
| ---- | ---- | ---- | ---- | ---- | ---- | ---- | ---- | ---- |
| 421  | 419  | 391  | 428  | 403  | 416  | 417  | 401  | 392  |

| 1906 | 1911 | 1921 | 1926 | 1931 | 1936 | 1946 | 1954 | 1962 |
| ---- | ---- | ---- | ---- | ---- | ---- | ---- | ---- | ---- |
| 387  | 366  | 361  | 381  | 360  | 374  | 412  | 479  | 911  |

| 1968  | 1975  | 1982  | 1990  | 1999  | 2004  | 2006  | 2009  | 2014  |
| ----- | ----- | ----- | ----- | ----- | ----- | ----- | ----- | ----- |
| 1 520 | 3 251 | 3 932 | 4 124 | 4 042 | 3 986 | 3 925 | 3 901 | 4 126 |

| 2019  | 2022  | - | - | - | - | - | - | - |
| ----- | ----- | - | - | - | - | - | - | - |
| 4 221 | 4 306 | - | - | - | - | - | - | - |

### Manifestations culturelles et festivités
Le Festival du film de montagne et d'exploration se tient tous les deux ans en l'honneur d'Horace-Bénédict de Saussure.

## Culture locale et patrimoine

### Lieux et monuments
- Site inscrit (1970) : château construit par Pierre de Rutant début XVIIIe, communs, terrasse, petit salon et chambre au décor de lambris ; parc, colombier XVIIIe. Le château est en partie classé, en partie inscrit au titre des monuments historiques par arrêté du 5 décembre 1979[33].
- Colombier à proximité de l'église.
- Église Saint-Martin, datant du XVIe siècle, agrandie en 1840.

## les milieux naturels et la biodiversité de Saulxures-lès-Nancy
Les bois de Saulxures-lès-Nancy abritent beaucoup d'animaux comme des chevreuils et des sangliers.
.

### Personnalités liées à la commune
- Horace-Bénédict de Saussure

### Héraldique, logotype et devise
| Blason de Saulxures-lès-Nancy | Blason  | Taillé, bandé, contre-bandé de sable et d'or de six pièces chargé de deux molettes mises en bande de l'un en l'autre. |
| Blason de Saulxures-lès-Nancy | Détails | Ce blason est issu des familles Mengin-Schouel et De Rutant. Il a été adopté le 2 décembre 1983 en Conseil Municipal. |